# Världscupen i nordisk kombination 2011/2012

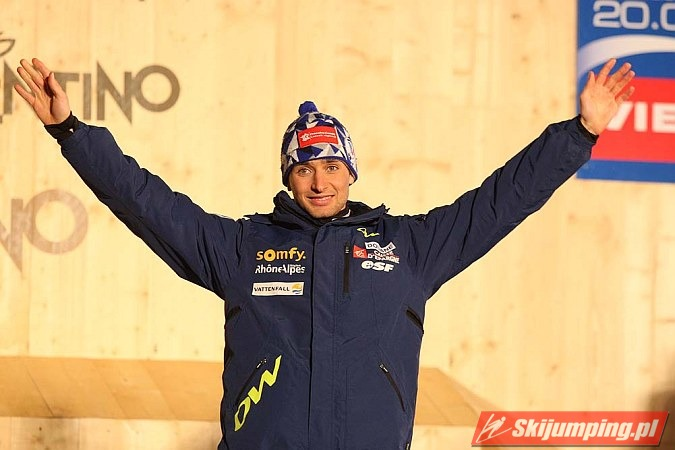
Den individuella vinnaren Jason Lamy-Chappuis.

Världscupen i nordisk kombination 2011/2012 är en internationell tävling i nordisk kombination, som anordnas av FIS. Världscupen inleddes den 25 november 2011 i Kuusamo, Finland och avslutades 10 mars 2012 i Oslo, Norge.

## Resultat och kalender
| Datum            | Ort                         | Disciplin              | Etta                                            | Tvåa                                        | Trea                             |
| ---------------- | --------------------------- | ---------------------- | ----------------------------------------------- | ------------------------------------------- | -------------------------------- |
| 25 november 2011 | Kuusamo, Finland            | HS142 / 10 km          | Magnus Krog (NOR)                               | Akito Watabe (JPN)                          | Tino Edelmann (GER)              |
| 26 november 2011 | Kuusamo, Finland            | HS142 / 10 km          | Tino Edelmann (GER)                             | Janne Ryynänen (FIN)                        | Akito Watabe (JPN)               |
| 3 december 2011  | Lillehammer, Norge          | HS138 / 10 km          | Håvard Klemetsen (NOR)                          | Alessandro Pittin (ITA)                     | Tino Edelmann (GER)              |
| 4 december 2011  | Lillehammer, Norge          | HS138 / 10 km          | Eric Frenzel (GER)                              | Jason Lamy-Chappuis (FRA)                   | Björn Kircheisen (GER)           |
| 10 december 2011 | fRamsau, Österrike          | HS98 / 10 km           | Jan Schmid (NOR)                                | Jason Lamy-Chappuis (FRA)                   | Tino Edelmann (GER)              |
| 11 december 2011 | fRamsau, Österrike          | HS98 / 10 km           | Jason Lamy-Chappuis (FRA)                       | Magnus Krog (NOR)                           | Mario Stecher (AUT)              |
| 16 december 2011 | Seefeld in Tirol, Österrike | HS109 / 2 x 7,5 km lag | Frankrike Sébastien Lacroix Jason Lamy-Chappuis | Italien Lukas Runggaldier Alessandro Pittin | Norge Mikko Kokslien Magnus Krog |
| 17 december 2011 | Seefeld in Tirol, Österrike | HS109 / 10 km          | Jason Lamy-Chappuis (FRA)                       | Akito Watabe (JPN)                          | Alessandro Pittin (ITA)          |
| 18 december 2011 | Seefeld in Tirol, Österrike | HS109 / 10 km          | Mikko Kokslien (NOR)                            | Magnus Moan (NOR)                           | Björn Kircheisen (GER)           |
| 8 januari 2012   | Schonach, Tyskland          | HS106 / 4 x 5 km lag   | Mikko Kokslien (NOR)                            | Magnus Moan (NOR)                           | Björn Kircheisen (GER)           |
| 14 januari 2012  | Chaux-Neuve Frankrike       | HS118 / 10 km          | Alessandro Pittin (ITA)                         | Jason Lamy-Chappuis (FRA)                   | Fabian Riessle (GER)             |
| 15 januari 2012  | Chaux-Neuve Frankrike       | HS118 / 10 km          | Alessandro Pittin (ITA)                         | Jørgen Graabak (NOR)                        | Mikko Kokslien (NOR)             |
| 28 januari 2012  | Zakopane, Polen             | HS134 / 10 km          | Inställt                                        |                                             |                                  |
| 29 januari 2012  | Zakopane, Polen             | HS134 / 10 km          | Ínställt                                        |                                             |                                  |
| 3 februari 2012  | Val di Fiemme, Italien      | HS 134 / 10 km         | Jason Lamy-Chappuis (FRA)                       | Björn Kircheisen (GER)                      | Mikko Kokslien (NOR)             |
| 5 februari 2012  | Val di Fiemme, Italien      | HS 134 / 10 km         | Akito Watabe (JPN)                              | Mikko Kokslien (NOR)                        | Bill Demong (USA)                |
| 11 februari 2012 | Almaty, Kazakstan           | HS 140 / 10 km         | Mikko Kokslien (NOR)                            | Björn Kircheisen (GER)                      | Akito Watabe (JPN)               |
| 12 februari 2012 | Almaty, Kazakstan           | HS 140 / 10 km         | Mikko Kokslien (NOR)                            | Akito Watabe (JPN)                          | Bernhard Gruber (AUT)            |
| 18 februari 2012 | Klingenthal, Tyskland       | HS 140 / 10 km         | Akito Watabe (JPN)                              | Jason Lamy-Chappuis (FRA)                   | Bernhard Gruber (AUT)            |
| 19 februari 2012 | Klingenthal, Tyskland       | HS 140 / 10 km         | Jason Lamy-Chappuis (FRA)                       | Bernhard Gruber (AUT)                       | Tomáš Slavík (CZE)               |
| 25 februari 2012 | Liberec, Tjeckien           | HS 134 / 10 km         | Bernhard Gruber (AUT)                           | Eric Frenzel (GER)                          | Wilhelm Denifl (AUT)             |
| 26 februari 2012 | Liberec, Tjeckien           | HS 134 / 10 km         | Akito Watabe (JPN)                              | Jason Lamy-Chappuis (FRA)                   | Mario Stecher (AUT)              |
| 3 mars 2012      | Lahtis, Finland             | HS 130 / 10 km         | Jan Schmid (NOR)                                | Tino Edelmann (GER)                         | Johannes Rydzek (GER)            |
| 9 mars 2012      | Oslo, Norge                 | HS 106 / 10 km         | Akito Watabe (JPN)                              | Mikko Kokslien (NOR)                        | Bernhard Gruber (AUT)            |
| 10 mars 2012     | Oslo, Norge                 | HS 134 / 10 km         | Bryan Fletcher (USA)                            | Mikko Kokslien (NOR)                        | Taihei Kato (JPN)                |

## Världscupen

### Totalt
| Pos | Namn                      | Poäng |
| --- | ------------------------- | ----- |
| 1.  | Jason Lamy-Chappuis (FRA) | 1306  |
| 2.  | Akito Watabe (JPN)        | 1238  |
| 3.  | Mikko Kokslien (NOR)      | 1061  |
| 4.  | Bernhard Gruber (AUT)     | 765   |
| 5.  | Björn Kircheisen (GER)    | 728   |
| 6.  | Eric Frenzel (GER)        | 727   |
| 7.  | Alessandro Pittin (ITA)   | 724   |
| 8.  | Tino Edelmann (GER)       | 685   |
| 9.  | Jan Schmid (NOR)          | 619   |
| 10. | Håvard Klemetsen (NOR)    | 559   |

| Pos | Namn                    | Poäng |
| --- | ----------------------- | ----- |
| 11. | Wilhelm Denifl (AUT)    | 537   |
| 12. | Magnus Moan (NOR)       | 509   |
| 13. | Johannes Rydzek (GER)   | 467   |
| 14. | Fabian Rießle (GER)     | 458   |
| 15. | Mario Stecher (AUT)     | 452   |
| 16. | Jørgen Graabak (NOR)    | 442   |
| 17. | Bryan Fletcher (USA)    | 431   |
| 18. | Christoph Bieler (AUT)  | 419   |
| 19. | Sébastien Lacroix (FRA) | 402   |
| 20. | Bill Demong (USA)       | 393   |

| Pos | Namn                    | Poäng |
| --- | ----------------------- | ----- |
| 21. | Magnus Krog (NOR)       | 373   |
| 22. | Maxime Laheurte (FRA)   | 302   |
| 23. | François Braud (FRA)    | 293   |
| 24. | Lukas Runggaldier (ITA) | 260   |
| 25. | Taihei Kato (JPN)       | 202   |
| 26. | Janne Ryynänen (FIN)    | 200   |
| 27. | Gudmund Storlien (NOR)  | 183   |
| 28. | Johnny Spillane (USA)   | 162   |
| 29. | Miroslav Dvorák (CZE)   | 160   |
| 30. | Yūsuke Minato (JPN)     | 160   |

### Nationscupen
| Pos | Nation    | Poäng |
| --- | --------- | ----- |
| 1.  | Norge     | 4903  |
| 2.  | Tyskland  | 4109  |
| 3.  | Frankrike | 3303  |
| 4   | Österrike | 3027  |
| 5.  | Japan     | 2029  |
| 6.  | USA       | 1668  |
| 7.  | Italien   | 1623  |
| 8.  | Tjeckien  | 461   |
| 9.  | Finland   | 381   |
| 10. | Slovenien | 268   |